# Euphorbia schoenlandii
Euphorbia schoenlandii là một loài thực vật có hoa trong họ Đại kích. Loài này được Pax mô tả khoa học đầu tiên năm 1904 publ. 1905.